# マルクス・ウァレリウス・メッサッラ (紀元前32年の補充執政官)
マルクス・ウァレリウス・メッサッラ（ラテン語: Marcus Valerius Messalla 、紀元前80年ごろ - 没年不明）は紀元前1世紀中期・後期の共和政ローマ・帝政ローマの政治家・軍人。紀元前32年に補充執政官（コンスル・スフェクトゥス）を務めた。

## 出自
メッサッラは、ローマで最も著名なパトリキ（貴族）であるウァレリウス氏族の出身である。ウァレリウス氏族の祖先はサビニ族であり、王政ローマをロームルスとティトゥス・タティウスが共同統治した際に、ローマへ移住したとされる。その子孫に共和政ローマの設立者の一人で、最初の執政官であるプブリウス・ウァレリウス・プブリコラがいる。その後ウァレリウス氏族は継続的に執政官を輩出してきた。メッサラのコグノーメン（第三名、家族名）を最初に使用したのは、紀元前263年の執政官マニウス・ウァレリウス・マクシムス・メッサッラである。第一次ポエニ戦争でメッセネ（現在のメッシーナ）の解放に成功したことを称えて、メッサッラと名乗った。その後800年にわたって、彼の一族はこの名前を名乗り続けていた。
本記事のメッサッラの父は紀元前53年の執政官マルクス・ウァレリウス・メッサッラ・ルフスである。

## 経歴
紀元前53年、即ち父が執政官を務めていたときに、メッサラは造幣三人官として政治の道を歩み始めた。
カエサルとポンペイウスの内戦ではどちらにも加担せず、第二回三頭政治が始まっても中立を保っていた。紀元前32年、正規執政官二人は共に辞職し、エフェソスにいたマルクス・アントニウスの下に向かった。このためメッサッラは補充執政官に就任することとなった。その後のことに関しては不明である。

## 家族
メッサッラには実の息子はいなかった。このため、養子を迎えてマルクス・ウァレリウス・メッサッラ・アッピアヌスと名乗らせた。この人物はアッピウス・クラウディウス・プルケル（紀元前38年執政官）の息子と思われる。キリキア属州のマッルスの街のパトロネスであるマルクス・ウァレリウスは、本記事のメッサラのことと思われる。

## 参考資料
- Broughton R. Magistrates of the Roman Republic. - New York, 1951. - Vol. II.
- Syme, Ronald, "The Augustan Aristocracy" (1986). Clarendon Press.
- Münzer F. Valerius 251 // Paulys Realencyclopädie der classischen Altertumswissenschaft . - 1955. - Bd. VIII A, 1. - Kol. 126.
- Volkmann H. Valerius 89 // Paulys Realencyclopädie der classischen Altertumswissenschaft . - 1948. - Bd. VII A, 1. - Kol. 2311.